# 보스턴 결혼
"보스턴 결혼"(boston marriage)은 역사적으로 두 명의 부유한 여성이 남성의 재정적 지원 없이 동거하는 것을 의미했다. 이 용어는 19세기 말에서 20세기 초 뉴잉글랜드 지역에서 사용되었다고 전해진다. 이러한 관계 중 일부는 로맨틱한 성격을 띠었으며 현대적 관점에서는 레즈비언 관계로 간주될 수 있다. 그러나 모든 관계가 그러한 성격을 띤 것은 아니었다.

## 어원

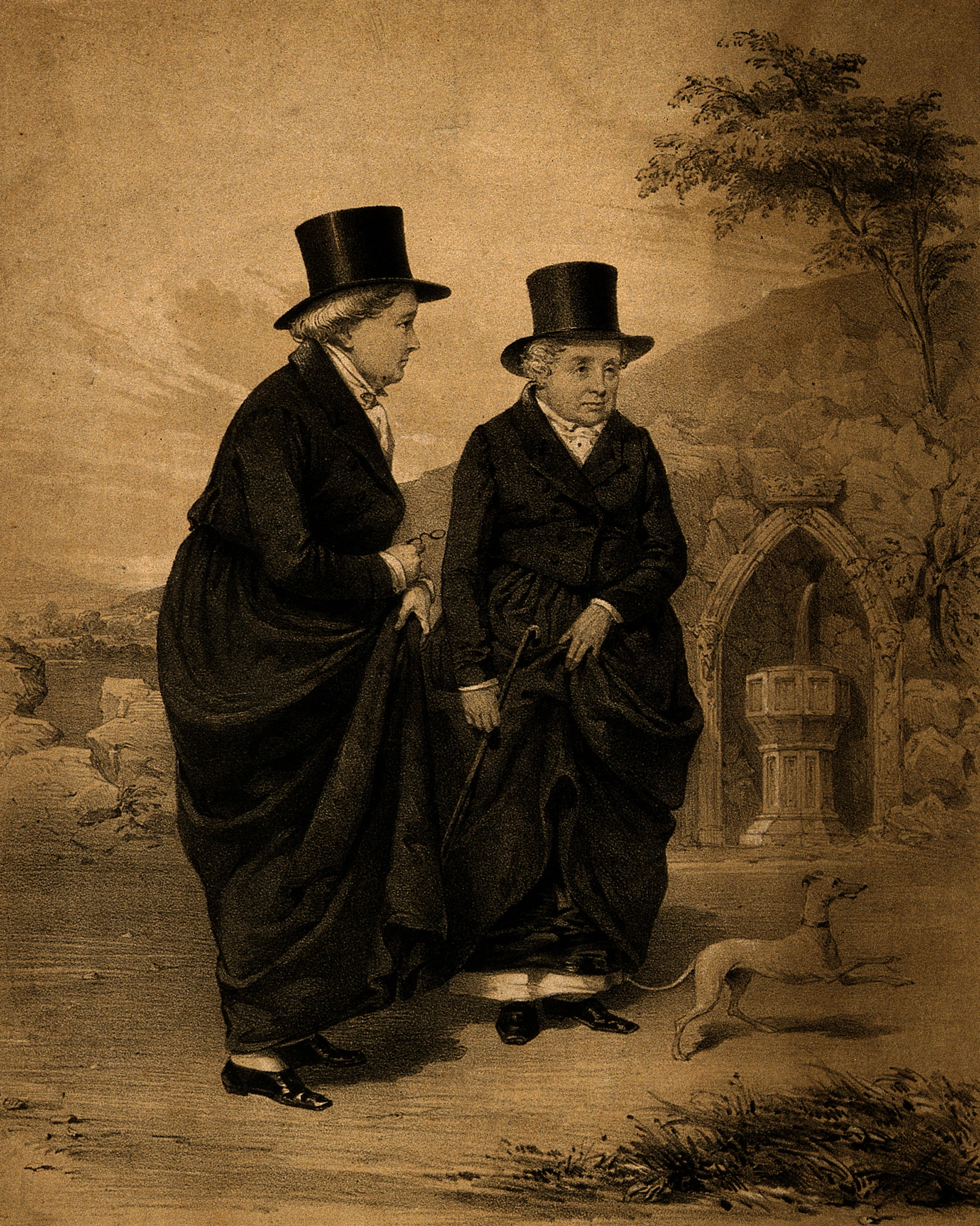
사라 폰선비와 레이디 엘리너 버틀러(일명 랑골렌의 숙녀들)은 보스턴 결혼 관계로 함께 살았다.

여성 간의 비교적 형식화된 로맨틱 우정이나 평생 동반자 관계는 '보스턴 결혼'이라는 용어가 등장하기 이전부터 존재했으며, 영국과 다른 유럽 국가들에서 오랜 기록이 남아있다. '보스턴 결혼'이라는 용어는 헨리 제임스의 소설 《보스턴 사람들》(1886년)과 연관되어 사용되기 시작했다. 이 소설은 결혼하지 않은 두 여성 사이의 장기적인 동거 관계를 다루고 있으며, 이들은 '뉴 우먼'으로 묘사된다. 그러나 제임스 본인은 이 용어를 직접 사용하지 않았다. 제임스의 여동생 앨리스는 캐서린 로링과 이러한 관계로 살았으며, 이는 소설의 소재 중 하나가 되었다.
"보스턴 결혼" 관계에 있던 여성들 중 일부는 잘 알려져 있었다. 예를 들어, 18세기 후반 앵글로-아이리시 상류층 여성이었던 엘리너 버틀러와 사라 폰선비는 한 쌍으로 인식되어 랑골렌의 숙녀들이라는 별명으로 불렸다. 엘리자베스 메이버는 여성 간의 로맨틱한 우정 제도가 18세기 영국에서 절정에 달했다고 제시한다. 미국에서는 19세기 후반 소설가 사라 오른 주잇과 그의 동반자이자 《디 애틀랜틱 먼슬리》 편집장의 과부 애니 애덤스 필즈와의 관계가 두드러진 예시이다.
릴리언 페이더먼은 《남성의 사랑을 능가하여》(1981년)에서 보스턴 결혼에 대한 가장 포괄적인 연구 중 하나를 제공했다. 20세기 영화 평론가들은 1998년 다큐멘터리 영화 《과거로부터》에서 묘사된 주잇과 필즈의 관계를 설명하기 위해 이 용어를 사용했다. 데이비드 매밋의 연극 《보스턴 결혼》이 2000년에 초연되면서 이 용어의 대중화에 기여했다.

## 사회학
일부 여성들이 보스턴 결혼을 선택한 이유는 남성보다 여성과 더 나은 유대감을 느꼈기 때문이었다. 이들 중 일부는 필요에 의해 함께 살았는데, 이러한 여성들은 일반적으로 가족 상속이나 직업을 통한 수입으로 인해 재정적으로 독립적이었다. 직업(의사, 과학자, 교수)을 선택한 여성들은 남성에게 재정적으로 의존하지 않는 새로운 여성 집단, 즉 '뉴 우먼'을 형성했다.  다른 여성과 함께 살기를 원하는 교육받은 전문직 여성들은 어느 정도의 사회적 수용과 자신의 삶을 꾸릴 자유를 허용받았다. 이들은 대개 공통된 가치관을 가진 페미니스트로, 사회 및 문화적 운동에 관여했다. 이러한 여성들은 일반적으로 자신의 삶에서 자립적이었지만, 종종 비난하는 시선과 성차별, 때로는 적대적인 사회 속에서 서로에게 의지하며 지지를 얻었다.
1920년대까지 이러한 관계는 자연스럽고 존중받을 만한 것으로 널리 여겨졌다. 1920년대 이후에는 이러한 관계의 여성들이 레즈비언 성관계를 맺고 있다는 의심을 받는 경우가 늘어나면서, 함께 사는 것을 선택하는 미혼 여성의 수가 줄어들었다.

## 웰즐리 결혼

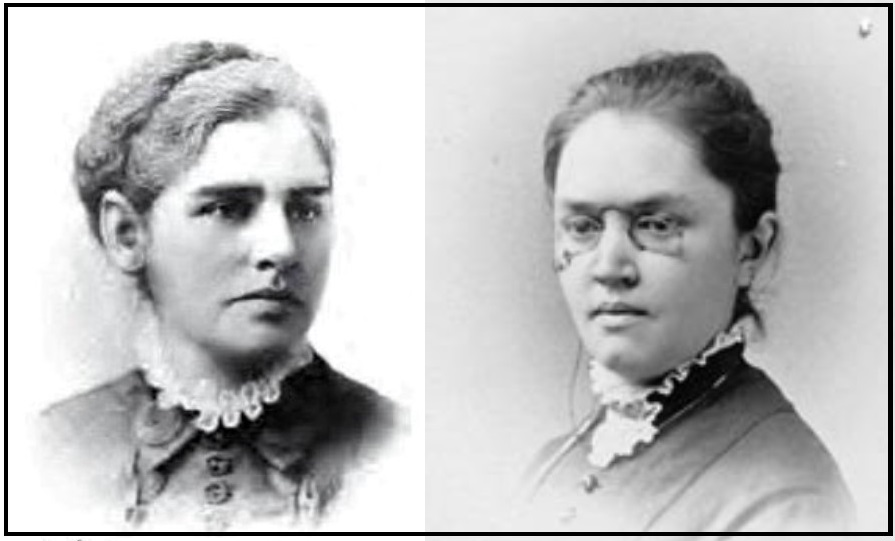
캐서린 코먼과 캐서린 리 베이츠는 25년 동안 웰즐리 결혼 관계로 함께 살았다.

19세기 말과 20세기 초 웰즐리 칼리지에서 보스턴 결혼이 매우 흔했기 때문에 '웰즐리 결혼'이라는 용어가 널리 사용되었다.:185 일반적으로 이 관계는 두 명의 학자 여성 사이에서 이루어졌다. 이는 1870년경부터 1920년까지 흔한 현상이었다. 20세기 후반까지 여성들은 결혼 시 학계 직위에서 사임할 것으로 기대되었기 때문에, 학술 경력을 유지하고자 하는 여성은 남편과 자녀가 있는 가정이 아닌 다른 주거 형태를 선택해야 했다. 그 중 하나가 비슷한 생각을 가진 다른 미혼 여성 교수와 집을 공유하는 것이었다. 또한 릴리언 페이더먼이 지적했듯이, 대학 교육을 받은 여성들은 흔히 다른 여성과 파트너 관계를 맺음으로써 더 큰 독립성과 지지, 그리고 공감대를 얻을 수 있었다. 나아가 이러한 대안적 관계는 여성들을 자녀 양육, 남편 돌봄, 그리고 기타 가사 의무로부터 자유롭게 하여, 대학 교수와 같은 전문직 여성들이 연구에 집중할 수 있게 해주었다.
역사적 기록에는 웰즐리 결혼의 많은 예시가 있다. 페이더먼은 19세기 말 웰즐리의 53명의 여성 교수 중 단 한 명만이 전통적인 방식으로 남성과 결혼했으며, 대부분의 다른 이들은 여성 동반자와 함께 살았다고 기록했다.:192 가장 유명한 커플 중 하나는 캐서린 리 베이츠와 캐서린 엘리스 코먼이었다. 베이츠는 시문학 교수였으며 《아메리카 더 뷰티풀》의 가사를 쓴 작가였고, 코먼은 경제사학자로 미국 최초의 산업사를 저술한 것으로 알려져 있다.

## 같이 보기
- 퀴어플라토닉 관계 - 비로맨틱 친밀 동반자 관계
- 로맨틱 우정 - 친밀하지만 성적이지 않은 우정 관계
- 룸메이트
- 매사추세츠주의 동성 결혼
- 워맨스

## 참고문헌
- Katherine B. Davis, Factors in the sex life of twenty-two hundred women (NY: Harper Brothers, 1929)
- Lillian Faderman, Odd Girls and Twilight Lovers: A History of Lesbian Life in Twentieth-Century America (Columbia University Press, 1991)
- Lillian Faderman, Surpassing the Love of Men: Romantic Friendship and Love Between Women from the Renaissance to the Present (NY: Morrow, 1981)
- Carol Brooks Gardner, "Boston marriages", in Jodi O'Brien, ed., Encyclopedia of Gender and Society, vol. 1 (SAGE Publications, 2009), pp. 87–88, available online (mistakenly says Henry James used the term)
- Rita K. Gollin, Annie Adams Fields: Woman of Letters (University of Massachusetts, Amherst, 2011)
- Elizabeth Mavor, The Ladies of Llangollen: A Study of Romantic Friendship (London: Penguin, 1971)
- Esther D. Rothblum and Kathleen A. Brehony, eds., Boston Marriages: Romantic but Asexual Relationships Among Contemporary Lesbians (University of Massachusetts Press, 1993)
- Carroll Smith-Rosenberg, Disorderly Conduct: Visions of Gender in Victorian America (Oxford University Press, 1986)